# Определение (синтаксис)
Определе́ние — второстепенный член предложения, обозначающий признак, качество, свойство предмета. Отвечает на вопросы: какой? который? чей? При разборе предложения подчёркивается волнистой линией.

## Классификация
Определения могут связываться с определяемым словом способом согласования (согласованные определения) и способами управления и примыкания (несогласованные определения).

### Согласованные определения
Согласуются с определяемым словом в форме (падеже, числе и роде в ед. ч.), выражаются прилагательными, причастиями, порядковыми числительными, местоимениями.
Примеры:
- «Большие деревья растут возле отцовского домика»
- «В нашем классе нет отстающих учеников»
- «Он решает эту задачу второй час»

В современном русском языке согласованное определение в предложении чаще всего предшествует определяемому имени (см. вышеприведённые примеры). Обратный порядок (согласованное определение следует за определяемым именем) допусти́м, но употребляется, как правило, в специальных случаях:
- в традиционно сложившихся именах собственных и специальных терминах: «Петропавловск-Камчатский», «Иван Великий», «имя существительное», «вереск обыкновенный»;
- в стихотворных произведениях, на порядок слов которых оказывают влияние требования формы (размер, рифма и т. п.):

Барон в обители печальной

Доволен, впрочем, был судьбой,

Пасто́ра лестью погребальной,

Гербом гробницы феодальной

И эпитафией плохой.
— А. С. Пушкин. Послание Дельвигу

### Несогласованные определения
Не согласуются с определяемым словом, выражаются существительными в косвенных падежах (в том числе с предлогами), сравнительной степенью прилагательных, наречиями, инфинитивами, придаточными предложениями.
Примеры:
- «Шумели листья берёзы»
- «Ему нравились вечера в доме бабушки»
- «Выбери ткань с рисунком повеселее»
- «На завтрак дали яйца всмятку»
- «Их объединило желание увидеться»
- «Дом, в котором я живу»

В русском языке несогласованные определения в предложении почти всегда следуют за определяемым именем, исключения встречаются только в стихотворных произведениях:

Да помнил, хоть не без греха,

Из Энеиды два стиха.

Он рыться не имел охоты

В хронологической пыли

Бытописания земли:

Но дней минувших анекдоты

От Ромула до наших дней

Хранил он в памяти своей.
— А. С. Пушкин. Евгений Онегин